# Tillandsia × rectifolia
Tillandsia × rectifolia là một loài lai ghép tự nhiên of T. schiedeana and T. ionantha. Đây là loài bản địa của Costa Rica và México.